# Lucinaktant
Lucinaktant je sintetički peptidni surfaktant za intratrahealnu primenu. Ovaj tečni lek se koristi za tretiranje respiratornog distresnog sindroma novorođenčeti. FDA je odobrila ovaj lek u martu 2012.
Lucinaktant se sastoji od sinapultida, hidrofobnog, 21 aminokiselinu dugog peptida (ponavljajuće jedinice leucina i lizina, KL4 peptid), koji je dizajniran da oponaša ljudski surfaktantni protein-B (SB-P). Specifičnije, on oponaša C-terminal amfipatičnog heliksnog domena tog proteina. On takođe sadrži fosfolipide (dipalmitoilfosfatidilholin, DPPC i palmitoiloleoil fosfatidilglicerol, POPG) i masnu kiselinu (palmitinsku kiselinu).

## Literatura
- Hardman JG, Limbird LE, Gilman AG (2001). Goodman & Gilman's The Pharmacological Basis of Therapeutics (10. изд.). New York: McGraw-Hill. ISBN 0071354697. doi:10.1036/0071422803.
- Thomas L. Lemke; David A. Williams, ур. (2007). Foye's Principles of Medicinal Chemistry (6. изд.). Baltimore: Lippincott Willams & Wilkins. ISBN 0781768799.

## Spoljašnje veze
|  | Molimo Vas, obratite pažnju na važno upozorenje u vezi sa temama iz oblasti medicine (zdravlja). |